# Abisso Vitjaz' 3
L’abisso Vitjaz' 3 è un abisso marino situato nella parte nordoccidentale dell'Oceano Pacifico. Con i suoi 10.542 m di profondità è il punto più profondo della fossa delle Curili. 

## Etimologia
L'abisso Vitjaz' 3 deriva il nome dalla nave da ricerca russa "Vitjaz'" (in lingua russa "Витязь") che eseguì la misurazione nel 1957 nel corso di una serie di campagne di esplorazione marina programmate per l'Anno geofisico internazionale.

## Localizzazione geografica
L'abisso Vitjaz' 3 si trova nella parte nordoccidentale dell'Oceano Pacifico, a ovest delle Isole Curili, nella parte meridionale della fossa delle Curili, circa 200 km a sudovest di Iturup, una delle isole meridionali delle Curili. 
L'abisso è posizionato alle coordinate 44°N e 151°W.